# Болваньково
Болваньково — деревня в Зарайском районе Московской области, в составе муниципального образования сельское поселение Каринское (до 29 ноября 2006 года входила в состав Макеевского сельского округа).

## География
Болваньково расположено в 18 км на юго-восток от Зарайска, на безымянном ручье, притоке реки Бровки (левый приток реки Вожи), высота центра деревни над уровнем моря — 170 м.

## Население
| 2002 | 2006 | 2010 |
| ---- | ---- | ---- |
| 0    | ↗1   | →1   |

## История
Болваньково впервые в исторических документах упоминается в 1629 году, как село Болванниково, вариант Болваньково закрепился с конца XIX века.